# Anchorage Island (Leonie-Inseln)
Anchorage Island (von englisch anchorage ‚Ankerplatz‘, in Argentinien Islote Laguna ‚Laguneninsel‘ und Islote Amarra von spanisch amarra ‚Fangleine, Trosse, Tau‘) ist eine Insel vor der Westküste der Antarktischen Halbinsel. Sie liegt in der Gruppe der Léonie-Inseln 1,1 km südöstlich von Lagoon Island vor der Südostküste der Adelaide-Insel.
Entdeckt wurde sie bei der Fünften Französischen Antarktisexpedition unter der Leitung des Polarforschers Jean-Baptiste Charcot. Benannt wurde sie dagegen von Teilnehmern der British Graham Land Expedition unter der Leitung des australischen Polarforschers John Rymill, welche die Insel im Februar 1936 besuchten.